# Pavle Jeršin
Pavle Jeršin, slovenski gledališki in filmski igralec, * 3. september 1922, Ljubljana, † 25. januar, 1985, Celje.
Izučil se je za fotografa. Na odrske deske je stopil v Šentjakobskem gledališču v Ljubljani. Tu je nastopal v letih 1938 do 1953, ustvaril 42 vlog  v 541 ponovitvah, nato do leta 1983 kot poklicni igralec v Celju, vmes dve sezoni v Drami SNG Maribor (1971-1973). Jeršin je bil igralec s širokim igralskim razponom. Ustvaril je okoli 150 vlog med katerimi so iztopale: Prospero v Shakespearovem Viharju, Švejk v Brechtovem Švejku v drugi svetovni vojni, Herman v Župančičevi Veroniki Deseniški. V filmu Cvetje v jeseni režiserja Matjaža Klopčiča je upodobil lik Anžona.